# Planète Rap Mag
Le magazine mensuel Planète Rap Mag est né en juillet 2006, sous l’impulsion de Laurent Bouneau, le Directeur Général des Programmes de Skyrock et de Fred Musa, entre autres animateur de l’émission radio, du même nom Planète Rap. Il est édité par la société Mixicom, qui édite d'autres magazines et sites internet comme JeuxActu ou Filmsactu.com. 

## Historique du magazine
Le premier numéro a inauguré l'aventure avec une couverture, titrée «La Victoire du Rap Français», représentant de nombreux rappeurs et artistes arborant le maillot de l’équipe de France de football.

## Résumé
Vendu 2 euros, uniquement en kiosque, le magazine a vite décollé, en devenant numéro un en termes de ventes, dans le secteur de la presse hip hop, en culminant, sur 11 numéros parus, à plus de 350 000 ventes. 
C'est le magazine musical le plus vendu en France, toutes musiques confondues: en 2007, il affichait une moyenne de 29 703 numéros vendus en kiosque, par mois, pour un tirage de 74 850 exemplaires, le classant numéro, devant Rock & Folk, Rock One ou encore Rap Mag.
En 2010, concurrencé par des titres comme International Hip-Hop et Rap R&B, victime d'une forte baisse de ses ventes, il cesse de paraître. Finalement, PRM resort sous un nouveau titre : Rap Mag.

## Rubriques
Le magazine comporte les incontournables rubriques Interviews, News et Focus, mais aussi des rubriques Shopping, Jeux Vidéo, Dvd, Photos de concert et de tournages de clips, Interview des lecteurs, Zapping Web et Skyblogs, Interviews Tunning, téléphone portable...
Il comporte aussi 2 ou 4 grands posters, inclus dans chaque numéro.